# Martí Llosent i Vendrell
Martí Llosent i Vendrell (Llagostera, 9 de maig del 1919 - 4 de maig del 2000) va ser compositor i instrumentista de piano, flabiol, trombó i violí a diverses orquestres de ball gironines. També va donar classes de solfeig a joves músics.

## Biografia
Membre d'una família de músics, era net de l'Avi Andarin o Martí Llosent i Capellà, que tocava la flauta, el flautí i el flaviol i va crear La Moderna Llagosterense, el seu pare era Sebastià Llosent i Johera (fiscorn i violí), el seu oncle Joan Llosent i Johera (tenora, saxo i clarinet) i el seu cosí Martí Llosent i Molà (clarinet, flauta travessera i tenora). Estudià piano amb mossèn Lluís Guillaumes i Jou, mossèn Gabriel Garcia i Pere Mercader, violí amb Pere Pagès, flabiol amb Joan Font, trombó amb el seu pare, composició amb Joan Baró, i solfeig i violí.
Fou una figura clau en la tercera etapa de La Principal de Llagostera. Cap al final de la dècada dels anys quaranta fou l'artífex de la renovació de la cobla juntament amb el seu pare, Sebastià Llosent, amb Enric Duran i el pare i fill Gumà. La cobla es va anar renovant perquè els músics més destacats emigraven cap a La Selvatana de Cassà o La Principal de la Bisbal i això obligava a buscar músics joves que es formaven en bona part sota les ensenyances de Martí Llosent i Vendrell. Al començament de la dècada dels anys cinquanta joves d'altres poblacions també anaven a les classes de Martí Llosent i Vendrell com Fèlix Horcajo i Josep Alsina de Cassà de la Selva i Jaume Burjachs de Vidreres.
Després de debutar i impulsar La Principal de Llagostera va tocar al conjunt Siboney i a les cobles o orquestres Mediterrània, cobla Girona, La Principal de Cassà (en fou director el 1970), Farnense i Unió. Segons convingués era instrumentista de flabiol, trombó, fiscorn, piano, harmònium, saxo i violí. Feia classes de música tant a casa seva com al Col·legi Públic Lacustària i dirigia el Cor Parroquial Llagosterenc. Compongué cançons infantils, una missa a 3 veus, dues Avemaries a 4 veus, una altra a 3 veus, dues sardanes a 4 veus, una sarsuela i diverses sardanes.

## Composicions
- Dues Avemaries a 4 veus i una a 3 veus
- Les filles del taper (1961), amb lletra de Pere Parés, enregistrada a Les Filles del Taper: Homenatge del Casal Parroquial Llagosterenc i de l'Ajuntament de Llagostera als dos autors desapareguts (Santa Coloma de Farners: ARTP, 2001 ref. ARTP 001-00)
- Missa a 3 veus

### Sardanes
- A la plaça d'en Romeu, versió coral[9]
- Apa nois!, enregistrada
- L'aplec de Llagostera
- L'avi Tià, enregistrada
- Bell camí de Ridaura
- El boletaire
- Cap a can Crispins, enregistrada
- La capella de Sant Llorenç, amb lletra del poema Sant Llorenç d'Antoni Vives i Batlle, enregistrada
- La cova d'en Dayna
- Diàleg
- L'encís de Lloret
- Esclat
- Estimat net
- Flor d'estiu
- El goig de la Rambla (1950)
- L'hereu Cantó (1956)
- Jardí florit
- El meu tresor, enregistrada
- Mira com saltem
- Nineta eixerida
- L'ocell refilaire, obligada de flabiol
- El petit Adam
- Petits Dansaires Llagosterencs, enregistrada
- Processó de Corpus 1965
- Records de Gràcia
- La reina de l'illa
- Sant Pere de Ribes
- Santfeliuenca (1961), enregistrada per La Principal de la Bisbal a Llagostera, sardanes... i a Un guixolenc més, homenatge a John Langdon-Davies (Barcelona: Àudiovisuals de Sarrià, 2007 ref. AVS 52046)
- Sardanistes Llagosterencs (1983)
- El senyor Lladó (1963), enregistrada
- Els teus ozllitos (sic)
- Tranquinell
- Els tres gallitos, obligada per a tenora, tible i fiscorn

## Enregistraments
- Disc compacte Llagostera, sardanes de Martí Llosent interpretat en set tirades per la cobla La Principal de la Bisbal (Barcelona: Àudiovisuals de Sarrià, 1999 ref. AVS 5.1653)